# Lipotriches tuckeri
Lipotriches tuckeri är en biart som först beskrevs av Heinrich Friese 1930.  Lipotriches tuckeri ingår i släktet Lipotriches och familjen vägbin. Inga underarter finns listade i Catalogue of Life.